# Mwape Miti
Mwape Miti (* 24. května 1973, Zambie) je bývalý zambijský fotbalový útočník, který ukončil kariéru v roce 2006 v dánském klubu Odense BK.

## Klubová kariéra
V létě 1997 odešel ze zambijského klubu Power Dynamos do Dánska do Odense BK, kde se stal spoluhráčem krajana Andrewa Tembo. V sezóně 2003/04 se stal v dresu Odense s 19 góly nejlepším střelcem Superligaen (společně se třemi dalšími hráči – Dány Steffenem Højerem a Tommy Bechmannem a Egypťanem Mohamedem Zidanem). S klubem vyhrál v sezóně 2001/02 dánský fotbalový pohár, Odense zdolalo ve finále FC København 2:1

## Reprezentační kariéra
V A-týmu Zambie debutoval v roce 1995. Zúčastnil se Afrického poháru národů 1996 (3. místo) a 2000 (vyřazení v základní skupině). Celkem odehrál v národním týmu 22 zápasů.